# فيرميوم
الفرميوم هو أحد العناصر الكيميائية الموجودة في الجدول الدوري وله الرمز Fm ورقم ذري 100. وهو عنصر فلزي نشيط إشعاعيا بعد اليورانيوم كما أنه من الأكتينيدات.
يتم تصنيعه بقذف البلوتونيوم بالنيوترونات و تمت تسميته على شرف الفيزيائي إنريكو فيرمي.

## الصفات المميزة
لم يتم إنتاج أو فصل إلا كميات ضئيلة من الفرميوم. ولهذا فلا يعرف الكثير عن صفاته الكيميائية. ولا توجد إلا حالة التأكسد (III) فقط للعنصر في المحلول المائي. الفيروميوم-254 ونظائره الأثقل يمكن أن تصنع عن طريق قذف العناصر الأخف (خاصة اليورانيوم البلوتونيوم) بقذائف نيوترون مكثفة. وخلال هذا، يحدث خلط ناجح للنيوترونات المأسورة وإضمحلال بيتا مما ينتج عنه تكون نظائر الفيرميوم. وهناك حاجة لظروف تواجد قذائف النيوترون المكثفة لإنتاج الفيرميوم في الانفجار النووي الحراري ويمكن إعادة إنتاجه في المعامل (مثل مفاعل نظائر عالي السريان في معمل أوك ريدج القومي). وتم الإبلاغ عن تصنيع العنصر 102 (نوبليوم) أثناء التعرف كيميائيا على فيرميوم 250. ولا توجد استخدامات معروفة للفرميوم خارج نطاق البحث. وهو ثامن العناصر بعد اليورانيوم.

## تاريخ الفرميوم
تم اكتشاف الفرميوم (المسمى على اسم إنريكو فيرمي) عن طريق فريق بحث برئاسة ألبرت غيورسو في عام 1952. ووجد الفريق الفيرميوم-255 في بقايا أول انفجار قنبلة هيدروجينية (شاهد عملية إيفي). وهذا النظير ظهر عند اتحاد يورانيوم-238 مع 17 نيوترون في الحرارة والضغط العاليين الناتجين من الانفجار (8 إضمحلالات بيتا أيضا حدثت لإنتاج العنصر). وتم الإشراف أعمال الفريق بواسطة معمل كاليفورنيا للإشعاع، معمل أرجوني القومي، معمل لوس ألاموس العلمي.
وظلت هذه الاكتشافات سرية حتى عام 1955 نظرا لظروف الحرب الباردة, وعموما، فإنه في أواخر 1953 وبدايات 1954 قام فريق من معهد نوبل للفيزياء في ستكهولم بقذف اليورانيوم-238 بأيونات الأكسجين-16, لإنتاج انبعاث ألفا بوزن ذري تقريبا 250, و 100 بروتون (العنصر 100-250). ولم ينشر فريق نوبل الاكتشاف، غير أنه إتضح بعد ذلك أن النظير المكتشف تم التعرف عليه على أنه فرميوم-250.

## نظائر الفرميوم
تم التعرف على 17 نظير مشع للفرميوم، وأكثرهم ثباتا Fm-257 وله عمر نصف 100.5 يوم, Fm-253وله عمر نصف 3 أيام, Fm-252 وله عمر نصف 25.39 ساعة, Fm-255 وله عمر نصف 20.07 ساعة. وباقى النظائر النشيطة إشعاعيا لها عمر نصف أقل من 4.5 ساعة، ومعظمهم له عمر نصف أقل من 3 دقائق. كما أن له حالة رجوع واحدة, Fm-250m (بعمر نصف 1.8 ثانية). ويتراوح الوزن الذري لنظائر الفرميوم من 242.073 وحدة كتل ذرية (Fm-242), إلى 259.101 وحدة كتل ذرية (Fm-259).

## وصلات خارجية
- العناصر على شبكة المعلومات- فرميوم